# Carlos Giacomazzi
Carlos Loureiro Giacomazzi (Erechim, 5 de setembro de 1930 – Porto Alegre, 6 de maio de 2010) foi um político brasileiro.
Filho de Guido Giacomazzi e Josefina. Foi prefeito de Canoas. (1986-1988).
Também foi eleito deputado na Assembleia Legislativa do Rio Grande do Sul (ALRS) pelo MDB e mais tarde pelo PMDB com 4 mandatos consecutivos, de 1971 a 1987.
Durante este período, foi presidente da Assembléia de 1979 a 1980.